# Морський бій (фільм)
«Морський бій» (англ. Battleship, досл. «лінійний корабель», «броненосець») — американський фантастичний фільм 2012 року режисера Пітера Берга в жанрі екшн за мотивами однойменної гри, знятий кіностудією Universal Studios. У фільмі знялися в головних ролях: Тейлор Кітч, Александр Скарсгард, Бруклін Декер, Ріанна і Ліам Нісон.
Світова прем'єра відбулася 12 квітня 2012 року, а прем'єра в Україні — 19 квітня 2012.

## Сюжет
У 2005 році виявляють потенційно придатну для життя «Планету G». Наступного року на острові Оаху в Тихому океані будують комунікаційну мережу для зв'язку з позаземним життям. Там недбалий Алекс Гоппер був заарештований під час спроби справити враження на Саманту «Сем» Шейн, дочку адмірала Терренса Шейна. Брат Алекса, командир Стоун Гоппер, змушує Алекса вступити до ВМС США. Шість років по тому Алекс став лейтенантом на борту корабля «Джон Пол Джонс». У той час як Стоун має бездоганну репутацію, Алексу загрожує звільнення за порушення дисципліни.
Під час морських навчань RIMPAC 2012 року прилітають п'ять космічних кораблів інопланетян. Їхній комунікаційний корабель таранить вежу Банку Китаю в Гонконзі, а інші ховають під водою біля узбережжя Гаваїв. У районі падіння виявляються американські есмінці «Семпсон», «Джон Пол Джонс» та японський есмінець «Міоко». Вони виявляють плавучу споруду, яка генерує непроникне силове поле. Воно фізично ізолює Гавайські острови та три есмінця від решти світу, і глушить усі вхідні й вихідні сигнали.
Три військові кораблі прибульців спливають на поверхню, люди вирішують зробити попереджувальний постріл, на який прибульці відповідають атакою. В результаті «Міоко» і «Семпсон» знищено, Стоун гине, а командний склад «Джона Пола Джонса» зазнає втрат. Алекс як наступний за рангом повинен взяти командування кораблем. «Джон Пол Джонс» відривається від переслідування інопланетянами та рятує вцілілих з загиблих кораблів, включаючи капітана Югі Нагату. Дископодібні дрони прибульців у той час знищують військові бази на острові Оаху.
На суші перебувають Сем та Мік — підполковник армії США у відставці, який раніше втратив ноги і користується протезами. Вони зустрічають вченого Кела Сапату, який розповідає, що прибульці захопили комунікаційну систему з метою відновити зв'язок зі своєю рідною планетою за допомогою земного супутника, який пролітатиме над островом через 5 годин. Екіпаж «Джона Пола Джонса» полонить гуманоїдного прибульця, який телепатично показує Алексу майбутнє вторгнення основних сил його цивілізації.
Ще більше прибульців висаджується на борт і забирають свого товариша, поки один з них лишається саботувати корабель. Його броньований костюм виявляється невразливим до вогню зі стрілецької зброї, але його знищує 5-дюймова гармата есмінця. З будови шолома захопленого прибульця Алексу стає зрозуміло, що очі та шкіра інопланетян дуже чутливі до сонячного світла. На березі Сем, Мік і Кел зв'язуються з «Джоном Полом Джонсом» по радіо за допомогою спектрального аналізатора, та повідомляють про наміри прибульців.
З настанням ночі Алекс розуміє, що інопланетяни не бачать есмінець. Нагата пропонує використовувати буї попередження про цунамі Національного управління океанічних і атмосферних досліджень (NOAA) навколо Гаваїв, щоб відстежувати військові кораблі без радара за водозміщенням. Це дозволяє «Джону Полу Джонсу» виявити та знищити ракетами два корабля прибульців. Третій ухиляється, тому вони заманюють його на схід, де вже настав світанок. Алекс і Нагата стріляють з вікон містка зі снайперських гвинтівок, щоб розбити вікна ворожого корабля та засліпити екіпаж сонячним світлом. Це виграє час, щоб «Джон Пол Джонс» знищив апарат залпом з усієї зброї. Потім есмінець намагається націлитися на комунікаційну антену на острові, але зазнає нападу ворожих дронів, запущених зі споруди, яка створює силове поле. Екіпаж есмінця стрибає в воду, зокрема Алекс і Нагата.
Вижилі моряки досягають списаного лінкора часів Другої світової війни «Міссурі», на якому зустрічають відставних ветеранів ВМС. Плаваюча споруда прибульців виявляється гігантським материнським кораблем, який вистрілює міни. Алекс віддає наказ терміново скинути якір, завдяки чому міни не долітають до «Міссурі», а сам він розвертається гарматами до ворога і виконує бортовий залп. Материнський корабель втрачає силове поле. Це дозволяє адміралу Шейну підняти винищувачі з авіаносця «Рональд Рейган». На «Міссурі» лишається єдиний снаряд, який екіпаж несе до гармати. Сем, Мік і Кел зупиняють прибульців біля антени, де Мік вбиває інопланетного солдата, який був спантеличений його протезами. Алекс стріляє останнім снарядом по інопланетних пристроях, розгорнених на острові. Материнський корабель випускає в «Міссурі» дрони, яких знищують у повітрі літаки-винищувачі Королівських австралійських ВПС, а потім підкріплення бомбардує материнський корабель, остаточно його топлячи.
Алекса підвищують до лейтенанта-командора та вручають Срібну Зірку та посмертний Військово-морський хрест його брата. Адмірал Шейн обіцяє, що Алекс незабаром матиме власний корабель, а також рекомендують йому стати морським котиком ВМС. Алекс просить у Терренса Шейна дозволу одружитися з Сем. Той спочатку відмовляє, але запрошує Алекса на обід.
У сцені після титрів троє школярів і один дорослий у Шотландії знаходять об'єкт, який впав із космосу. З нього вилазить інопланетянин, лякаючи людей.

## У ролях
- Тейлор Кітч — лейтенант Алекс Гоппер.
- Александр Скашгорд — командир Стоун Гоппер.
- Ріанна — помічниця стрільця Кора Рейкс.
- Бруклін Декер — Саманта Шейн.
- Таданобу Асано — капітан Югі Нагата.
- Ліам Нісон — адмірал Терренс Шейн.
- Геміш Лінклейтер — Кел Сапата.
- Джессі Племенс — матрос Джиммі «Орді» Орда.
- Джон Туї — старшина Волтер «Звір» Лінч.
- Джоджі Йошіда — головний інженер Хірокі,.
- Грегорі Д. Гадсон — підполковник Мік Каналес.
- Адам Годлі — доктор Нограді.
- Пітер Макнікол — міністр оборони США.
- Гері Граббс — начальник штабу ВПС США.

## Виробництво
Ветерани U.S.A. Missouri, про яких згадує Стоун Гоппер, — це реальні ветерани. Деякі з них служили під час Другої світової війни.
Хоча вони грають американських братів у фільмі, Тейлор Кітч насправді канадець, а Александр Скарсгард — швед.
Спектральний аналізатор, що використовується для передавання даних, — Anritsu MS2713E Spectrum Master.

### Неточності
Космічний корабель перебуває десь у Тихому океані, але на екрані гідролокатора показано Ірландське море. Невеликий острів — острів Мен.
На початку фільму, коли поліція женеться за Алексом, магазин Rite Aid ясно видно на задньому плані. На Гаваях відсутні магазини Rite Aid.

## Сприйняття
Згідно з Rotten Tomatoes, про фільм схвально відгукнулися 34 % критиків, поставивши середню оцінку 4,6/10. Консенсус критиків сайту говорить: «Він може запропонувати енергійний ескапізм для менш вимогливих кіноманів, але „Морський бій“ занадто гучний, погано написаний і шаблонний, щоб виправдати свої витрати — і набагато менш цікавий, ніж його вихідний матеріал». Metacritic присудив фільму середньозважену оцінку 41 зі 100, що вказує на «змішані або посередні» відгуки.
Як писав Кайл Сміт у New York Post, поєднуючи ідеї з «Дня незалежності» та «Трансформерів», фільм одразу ж йде шкереберть з позірно кумедним вступом про невдаху Алекса Гоппера, який скоює злочин, щоб отримати буріто для дівчини у барі. Якимось чином Алекс умить стає одночасно важливим офіцером на флоті. Але цьому сприяють прибульці, що замість знищувати людей дають їм час виявити свої слабкі місця. Окремі сильні сцени, включно зі стрільбою по ворожих кораблях наосліп і зустріччю з ветеранами, не допомагають зробити фільм чимось видатним.
Кеннет Туран у Los Angeles Times відгукнувся, що «Морський бій» виглядає буденним і банальним, і надто довго знайомить із головними героями. Він нагадує рекламу вступу до ВМС США, де вороги мають вражаючу зброю та ресурси, але мають незграбну вразливість, щоб їх точно можна було перемогти. Після того, як показують їхній справжній вигляд, прибульці стають просто нікчемними.
Рекс Рід у Observer описав «Морський бій» як «перепродюсований та невражаючий бойовик», головна мета якого — викликати патріотичні оплески. Він безглуздий, абсурдний і ненавмисно кумедний у всіх невідповідних місцях, плагіатячи відомі комікси та відеоігри.